# Alexandre Kikine
Pour les articles homonymes, voir Kikine.
Alexandre Vassilievitch Kikine (Александр Васильевич Кикин; (env. 1670-1718) était le conseiller politique d'Alexis Petrovitch de Russie. Accusé d'avoir organisé sa fuite à l'étranger, Alexandre Kikine fut condamné au supplice de la roue.
Kikine commence sa carrière avec le grade de bombardier au sein de l'armée de Pierre le Grand. Il accompagna le monarque dans sa Grande Ambassade et appris le métier de fabricant de mât aux Pays-Bas. À son retour en Russie, Kikine aide à construire les premiers navires de guerre russes à Voronej et Olonets.
Durant la campagne de janvier 1706, son palais de Mitau fut détruit, Alexandre Kikine se retira avec son régiment vers Minsk. En 1707, Kikine fut chargé du chantier naval de l’Amirauté. Il fut garçon d'honneur au second mariage de Pierre le Grand.